# Fotbal Kunovice
Fotbal Kunovice je český fotbalový klub sídlící ve městě Kunovice v okrese Uherské Hradiště. Klub byl založen roku 1932 pod názvem SK Kunovice. Klubovými barvy jsou bílá a modrá. Největším úspěchem klubu je čtyřleté působení ve 2. lize v sezónách 2002/03–2005/06. Tým od sezony 2022/23 trénuje Jiří Vojtěšek. Od sezony 2024/25 hraje Krajský Přebor Zlínského kraje (5. nejvyšší soutěž). Hraje zápasy na stadionu Na Bělince.  
Stadion Na Bělince využívá také rezervní tým Slovácka s trenérem Darkem Šuškavčevićem.

## Stručná historie kunovické kopané
Kunovice se po většinu existence pohybovaly v krajských fotbalových soutěžích. Zlom nastal v sezóně 1995/96, kdy klub podruhé ve své historii postoupil do Divize D (poprvé ji hrál v ročníku 1991/92). Jako nováček dovedl soutěž ihned vyhrát a postoupit do 3. nejvyšší soutěže (MSFL). V ní se klub první sezóny pohyboval ve druhé polovině tabulky.
Až v sezóně 2000/01 se klubu málem povedlo postoupit do 2. ligy. Kunovice skončily na 2. místě za béčkem Sigmy Olomouc. V další sezóně už ale Kunovicím historický postup neunikl, Moravskoslezskou ligu vyhrály při bodové shodě s Dolními Kounicemi díky lepším vzájemným zápasům a mohly se radovat z dosud největšího klubového úspěchu. Na podzim 2003 se uvažovalo o přesunu kunovické kopané do Veselí nad Moravou. V sezóně 2005/06 se klub umístil na slušném 11. místě, ale kvůli finančním problémům nedostal licenci a přihlásil se do Přeboru Zlínského kraje (5. nejvyšší soutěž). Po podzimu se však ze soutěže odhlásil a seniorské „A“ mužstvo zaniklo.
Po tříleté odmlce klub zahájil v sezoně 2009/10 v Základní třídě Uherskohradišťska – sk. A (nejnižší soutěž).

## Historické názvy
- 1932 – SK Kunovice (Sportovní klub Kunovice)
- 1953 – DSO Spartak Kunovice (Dobrovolná sportovní organizace Spartak Kunovice)
- 1958 – TJ SPP Kunovice (Tělovýchovná jednota Strojírny první pětiletky Kunovice)
- 1965 – TJ LET Kunovice (Tělovýchovná jednota LET Kunovice)
- 1988 – TJ Kunovice (Tělovýchovná jednota Kunovice)
- 1998 – FK Kunovice (Fotbalový klub Kunovice)
- 2009 – Fotbal Kunovice, o. s. (Fotbal Kunovice, občanské sdružení)
- 2016 – Fotbal Kunovice, z. s. (Fotbal Kunovice, zapsaný spolek)

## Umístění v jednotlivých sezonách
Legenda: Z – zápasy, V – výhry, R – remízy, P – porážky, VG – vstřelené góly, OG – obdržené góly, +/− – rozdíl skóre, B – body, červené podbarvení – sestup, zelené podbarvení – postup, fialové podbarvení – reorganizace, změna skupiny či soutěže
| Československo (1954–1993)                       |                                              |        |                                                                 |                                                                 |                                                                 |                                                                 |                                                                 |                                                                 |                                                                 |                                                                 |        |
| Sezóny                                           | Liga                                         | Úroveň | Z                                                               | V                                                               | R                                                               | P                                                               | VG                                                              | OG                                                              | +/−                                                             | B                                                               | Pozice |
| 1954                                             | Krajská soutěž – sk. jih                     | 4      | 18                                                              | 9                                                               | 4                                                               | 5                                                               | 54                                                              | 28                                                              | +26                                                             | 22                                                              | 2.     |
| 1955                                             | I. A třída Gottwaldovského kraje             | 4      | 22                                                              | 7                                                               | 5                                                               | 10                                                              | 42                                                              | 46                                                              | −4                                                              | 19                                                              | 7.     |
| 1956                                             | I. A třída Gottwaldovského kraje             | 4      | 22                                                              | 13                                                              | 3                                                               | 6                                                               | 57                                                              | 32                                                              | +25                                                             | 29                                                              | 2.     |
| 1957/58                                          | I. A třída Gottwaldovského kraje             | 4      | 33                                                              | 12                                                              | 7                                                               | 14                                                              | 70                                                              | 78                                                              | −8                                                              | 31                                                              | 8.     |
| 1958/59                                          | I. A třída Gottwaldovského kraje             | 4      | 22                                                              | 10                                                              | 2                                                               | 10                                                              | 47                                                              | 49                                                              | −2                                                              | 22                                                              | 6.     |
| 1959/60                                          | I. A třída Gottwaldovského kraje             | 4      | 22                                                              | 10                                                              | 4                                                               | 8                                                               | 43                                                              | 40                                                              | +3                                                              | 24                                                              | 4.     |
| 1960/61                                          | I. třída Jihomoravského kraje – sk. D        | 4      | 26                                                              | 16                                                              | 5                                                               | 5                                                               | 84                                                              | 45                                                              | +39                                                             | 37                                                              | 1.     |
| 1961/62                                          | Jihomoravský krajský přebor                  | 3      | 26                                                              | 8                                                               | 6                                                               | 12                                                              | 27                                                              | 61                                                              | −34                                                             | 22                                                              | 9.     |
| 1962/63                                          | Jihomoravský krajský přebor                  | 3      | 26                                                              | 7                                                               | 4                                                               | 15                                                              | 40                                                              | 53                                                              | −13                                                             | 18                                                              | 12.    |
| 1963/64                                          | I. A třída Jihomoravského kraje – sk. B      | 4      | 26                                                              | 9                                                               | 7                                                               | 10                                                              | 51                                                              | 38                                                              | +13                                                             | 25                                                              | 7.     |
| 1964/65                                          | I. A třída Jihomoravského kraje – sk. B      | 4      | 26                                                              | 14                                                              | 7                                                               | 5                                                               | 56                                                              | 27                                                              | +29                                                             | 35                                                              | 4.     |
| 1965/66                                          | I. A třída Jihomoravské oblasti – sk. B      | 5      | 26                                                              | 9                                                               | 8                                                               | 9                                                               | 45                                                              | 39                                                              | +6                                                              | 26                                                              | 8.     |
| 1966/67                                          | I. A třída Jihomoravské oblasti – sk. B      | 5      | 26                                                              | 12                                                              | 7                                                               | 7                                                               | 62                                                              | 40                                                              | +22                                                             | 31                                                              | 3.     |
| 1967/68                                          | I. A třída Jihomoravské oblasti – sk. B      | 5      | 26                                                              | 9                                                               | 7                                                               | 10                                                              | 45                                                              | 38                                                              | +7                                                              | 25                                                              | 6.     |
| 1968/69                                          | I. A třída Jihomoravské oblasti – sk. B      | 5      | 26                                                              | 13                                                              | 4                                                               | 9                                                               | 47                                                              | 43                                                              | +4                                                              | 30                                                              | 6.     |
| 1969/70                                          | Středomoravský župní prebor                  | 5      | 26                                                              | 10                                                              | 7                                                               | 9                                                               | 35                                                              | 36                                                              | −1                                                              | 27                                                              | 7.     |
| 1970/71                                          | Středomoravský župní prebor                  | 5      | 26                                                              | 6                                                               | 8                                                               | 12                                                              | 26                                                              | 40                                                              | −14                                                             | 20                                                              | 11.    |
| 1971/72                                          | Středomoravský župní prebor                  | 5      | 26                                                              | 9                                                               | 6                                                               | 11                                                              | 37                                                              | 46                                                              | −9                                                              | 24                                                              | 11.    |
| 1972/73                                          | I. A třída Jihomoravského kraje – sk. C      | 6      | 26                                                              | 9                                                               | 4                                                               | 13                                                              | 38                                                              | 37                                                              | +1                                                              | 22                                                              | 12.    |
| 1973/74                                          | I. A třída Jihomoravského kraje – sk. C      | 6      | 26                                                              | 8                                                               | 5                                                               | 13                                                              | 36                                                              | 47                                                              | −11                                                             | 21                                                              | 12.    |
| 1974/75                                          | I. A třída Jihomoravského kraje – sk. C      | 6      | 26                                                              | 13                                                              | 8                                                               | 5                                                               | 48                                                              | 29                                                              | +19                                                             | 34                                                              | 2.     |
| 1975/76                                          | I. A třída Jihomoravského kraje – sk. C      | 6      | 26                                                              | 12                                                              | 5                                                               | 9                                                               | 37                                                              | 35                                                              | +2                                                              | 29                                                              | 5.     |
| 1976/77                                          | I. A třída Jihomoravského kraje – sk. C      | 6      | 26                                                              | 7                                                               | 9                                                               | 10                                                              | 32                                                              | 39                                                              | −7                                                              | 23                                                              | 11.    |
| 1977/78                                          | I. A třída Jihomoravského kraje – sk. C      | 5      | 26                                                              | 12                                                              | 1                                                               | 13                                                              | 38                                                              | 43                                                              | −5                                                              | 25                                                              | 9.     |
| 1978/79                                          | I. A třída Jihomoravského kraje – sk. C      | 5      | 26                                                              | 6                                                               | 11                                                              | 9                                                               | 34                                                              | 38                                                              | −4                                                              | 23                                                              | 12.    |
| 1979/80                                          | I. B třída Jihomoravského kraje – sk. D      | 6      | 30                                                              | 16                                                              | 6                                                               | 8                                                               | 51                                                              | 32                                                              | +19                                                             | 38                                                              | 3.     |
| 1980/81                                          | I. B třída Jihomoravského kraje – sk. D      | 6      | 30                                                              | 14                                                              | 9                                                               | 7                                                               | 41                                                              | 34                                                              | +7                                                              | 37                                                              | 3.     |
| 1981/82                                          | I. B třída Jihomoravského kraje – sk. D      | 7      | 29                                                              | 14                                                              | 7                                                               | 8                                                               | 56                                                              | 35                                                              | +21                                                             | 35                                                              | 4.     |
| 1982/83                                          | I. B třída Jihomoravského kraje – sk. D      | 7      | 30                                                              | 14                                                              | 4                                                               | 12                                                              | 49                                                              | 48                                                              | +1                                                              | 32                                                              | 5.     |
| 1983/84                                          | Jihomoravská krajská soutěž I. třídy – sk. F | 6      | 26                                                              | 17                                                              | 5                                                               | 4                                                               | 45                                                              | 20                                                              | +25                                                             | 39                                                              | 1.     |
| 1984/85                                          | Jihomoravský krajský přebor – sk. B          | 5      | 26                                                              | 9                                                               | 4                                                               | 13                                                              | 27                                                              | 38                                                              | −11                                                             | 22                                                              | 11.    |
| 1985/86                                          | Jihomoravský krajský přebor – sk. B          | 5      | 26                                                              | 13                                                              | 6                                                               | 7                                                               | 41                                                              | 30                                                              | +11                                                             | 32                                                              | 3.     |
| 1986/87                                          | Jihomoravský krajský přebor                  | 5      | 26                                                              | 12                                                              | 6                                                               | 8                                                               | 39                                                              | 33                                                              | +6                                                              | 30                                                              | 4.     |
| 1987/88                                          | Jihomoravský krajský přebor                  | 5      | 26                                                              | 9                                                               | 9                                                               | 8                                                               | 43                                                              | 37                                                              | +6                                                              | 27                                                              | 5.     |
| 1988/89                                          | Jihomoravský krajský přebor                  | 5      | 26                                                              | 10                                                              | 3                                                               | 13                                                              | 43                                                              | 36                                                              | +7                                                              | 23                                                              | 10.    |
| 1989/90                                          | Jihomoravský krajský přebor                  | 5      | 26                                                              | 7                                                               | 9                                                               | 10                                                              | 31                                                              | 34                                                              | −3                                                              | 23                                                              | 11.    |
| 1990/91                                          | Jihomoravský krajský přebor                  | 5      | 30                                                              | 15                                                              | 8                                                               | 7                                                               | 69                                                              | 39                                                              | +30                                                             | 38                                                              | 2.     |
| 1991/92                                          | Divize D                                     | 4      | 30                                                              | 9                                                               | 9                                                               | 12                                                              | 37                                                              | 37                                                              | 0                                                               | 27                                                              | 10.    |
| 1992/93                                          | Divize D                                     | 4      | 30                                                              | 3                                                               | 6                                                               | 21                                                              | 22                                                              | 57                                                              | −35                                                             | 15                                                              | 16.    |
| Česko (1993 –)                                   |                                              |        |                                                                 |                                                                 |                                                                 |                                                                 |                                                                 |                                                                 |                                                                 |                                                                 |        |
| Sezóna                                           | Liga                                         | Úroveň | Z                                                               | V                                                               | R                                                               | P                                                               | VG                                                              | OG                                                              | +/−                                                             | B                                                               | Pozice |
| 1993/94                                          | Středomoravský župní přebor                  | 5      | 30                                                              | 10                                                              | 4                                                               | 16                                                              | 49                                                              | 53                                                              | −4                                                              | 24                                                              | 12.    |
| 1994/95                                          | Středomoravský župní přebor                  | 5      | 30                                                              | 14                                                              | 7                                                               | 9                                                               | 45                                                              | 40                                                              | +5                                                              | 49                                                              | 5.     |
| 1995/96                                          | Středomoravský župní přebor                  | 5      | 30                                                              | 21                                                              | 5                                                               | 4                                                               | 83                                                              | 29                                                              | +54                                                             | 68                                                              | 2.     |
| 1996/97                                          | Divize D                                     | 4      | 30                                                              | 21                                                              | 7                                                               | 2                                                               | 68                                                              | 23                                                              | +45                                                             | 70                                                              | 1.     |
| 1997/98                                          | Moravskoslezská fotbalová liga               | 3      | 30                                                              | 10                                                              | 10                                                              | 10                                                              | 47                                                              | 45                                                              | +2                                                              | 40                                                              | 9.     |
| 1998/99                                          | Moravskoslezská fotbalová liga               | 3      | 30                                                              | 11                                                              | 4                                                               | 15                                                              | 47                                                              | 47                                                              | 0                                                               | 37                                                              | 12.    |
| 1999/00                                          | Moravskoslezská fotbalová liga               | 3      | 28                                                              | 10                                                              | 5                                                               | 13                                                              | 32                                                              | 38                                                              | −6                                                              | 35                                                              | 9.     |
| 2000/01                                          | Moravskoslezská fotbalová liga               | 3      | 30                                                              | 19                                                              | 5                                                               | 6                                                               | 59                                                              | 26                                                              | +33                                                             | 62                                                              | 2.     |
| 2001/02                                          | Moravskoslezská fotbalová liga               | 3      | 30                                                              | 17                                                              | 8                                                               | 5                                                               | 54                                                              | 23                                                              | +31                                                             | 59                                                              | 1.     |
| 2002/03                                          | 2. liga                                      | 2      | 30                                                              | 10                                                              | 12                                                              | 8                                                               | 35                                                              | 32                                                              | +3                                                              | 42                                                              | 8.     |
| 2003/04                                          | 2. liga                                      | 2      | 30                                                              | 9                                                               | 6                                                               | 15                                                              | 25                                                              | 43                                                              | −18                                                             | 33                                                              | 14.    |
| 2004/05                                          | 2. liga                                      | 2      | 29                                                              | 8                                                               | 9                                                               | 12                                                              | 29                                                              | 43                                                              | −14                                                             | 33                                                              | 8.     |
| 2005/06                                          | 2. liga                                      | 2      | 30                                                              | 9                                                               | 8                                                               | 13                                                              | 35                                                              | 43                                                              | −8                                                              | 35                                                              | 11.    |
| 2006/07                                          | Přebor Zlínského kraje                       | 5      | Klub se po podzimu 2006 odhlásil, jeho výsledky byly anulovány. | Klub se po podzimu 2006 odhlásil, jeho výsledky byly anulovány. | Klub se po podzimu 2006 odhlásil, jeho výsledky byly anulovány. | Klub se po podzimu 2006 odhlásil, jeho výsledky byly anulovány. | Klub se po podzimu 2006 odhlásil, jeho výsledky byly anulovány. | Klub se po podzimu 2006 odhlásil, jeho výsledky byly anulovány. | Klub se po podzimu 2006 odhlásil, jeho výsledky byly anulovány. | Klub se po podzimu 2006 odhlásil, jeho výsledky byly anulovány. | 16.    |
| V období 2007–2009 klub neměl seniorské mužstvo. |                                              |        |                                                                 |                                                                 |                                                                 |                                                                 |                                                                 |                                                                 |                                                                 |                                                                 |        |
| 2009/10                                          | Základní třída Uherskohradišťska – sk. A     | 10     | 28                                                              | 21                                                              | 5                                                               | 2                                                               | 120                                                             | 34                                                              | +86                                                             | 68                                                              | 2.     |
| 2010/11                                          | Základní třída Uherskohradišťska – sk. A     | 10     | 30                                                              | 25                                                              | 3                                                               | 2                                                               | 157                                                             | 25                                                              | +132                                                            | 78                                                              | 1.     |
| 2011/12                                          | Okresní soutěž Uherskohradišťska             | 9      | 26                                                              | 24                                                              | 2                                                               | 0                                                               | 104                                                             | 19                                                              | +85                                                             | 74                                                              | 1.     |
| 2012/13                                          | Okresní přebor Uherskohradišťska             | 8      | 26                                                              | 20                                                              | 2                                                               | 4                                                               | 105                                                             | 18                                                              | +87                                                             | 62                                                              | 1.     |
| 2013/14                                          | I. B třída Zlínského kraje – sk. C           | 7      | 26                                                              | 15                                                              | 3                                                               | 8                                                               | 60                                                              | 39                                                              | +21                                                             | 48                                                              | 4.     |
| 2014/15                                          | I. B třída Zlínského kraje – sk. C           | 7      | 26                                                              | 16                                                              | 1 / 3                                                           | 6                                                               | 62                                                              | 40                                                              | +22                                                             | 53                                                              | 4.     |
| 2015/16                                          | I. B třída Zlínského kraje – sk. C           | 7      | 26                                                              | 12                                                              | 1 / 2                                                           | 11                                                              | 66                                                              | 40                                                              | +26                                                             | 40                                                              | 5.     |
| 2016/17                                          | I. B třída Zlínského kraje – sk. C           | 7      | 26                                                              | 16                                                              | 1 / 2                                                           | 7                                                               | 65                                                              | 43                                                              | +22                                                             | 52                                                              | 4.     |
| 2017/18                                          | I. B třída Zlínského kraje – sk. C           | 7      | 26                                                              | 21                                                              | 0 / 1                                                           | 4                                                               | 88                                                              | 26                                                              | +62                                                             | 64                                                              | 1.     |
| 2018/19                                          | I. A třída Zlínského kraje – sk. B           | 6      | 26                                                              | 8                                                               | 5 / 1                                                           | 12                                                              | 46                                                              | 56                                                              | -12                                                             | 35                                                              | 10.    |
| 2019/20                                          | I. A třída Zlínského kraje – sk. B           | 6      | 13                                                              | 5                                                               | 1 / 0                                                           | 7                                                               | 24                                                              | 28                                                              | −4                                                              | 17                                                              | 10.    |
| 2020/21                                          | I. A třída Zlínského kraje – sk. B           | 6      | 8                                                               | 4                                                               | 1 / 0                                                           | 3                                                               | 24                                                              | 17                                                              | +7                                                              | 14                                                              | 4.     |
| 2021/22                                          | I. A třída Zlínského kraje – sk. B           | 6      | 26                                                              | 9                                                               | 1                                                               | 16                                                              | 48                                                              | 69                                                              | −21                                                             | 28                                                              | 10.    |
| 2022/23                                          | I. A třída Zlínského kraje – sk. B           | 6      | 26                                                              | 8                                                               | 5                                                               | 13                                                              | 38                                                              | 50                                                              | -12                                                             | 29                                                              | 9.     |
| 2023/24                                          | I. A třída Zlínského kraje – sk. B           | 6      | 26                                                              | 16                                                              | 6                                                               | 4                                                               | 50                                                              | 34                                                              | +16                                                             | 54                                                              | 2.     |
| 2024/25                                          | Krajský Přebor Zlínského kraje               | 5      | 26                                                              | 6                                                               | 4                                                               | 16                                                              | 38                                                              | 60                                                              | -22                                                             | 22                                                              | 12.    |

Poznámky:
- 1954: Postoupilo rovněž vítězné mužstvo DSO Slavoj Rohatec.[8]
- 1972/73: Archiv sezon TJ Vlčnov uvádí skóre 38:38,[15] v novinách Naše pravda je skóre 38:37.[16]
- 1981/82: Chybí výsledek posledního zápasu.[25]
- 2014/15: Od sezony 2014/15 do sezony 2020/21 se hrálo ve Zlínském kraji tímto způsobem: Pokud zápas skončil nerozhodně, kopal se penaltový rozstřel. Jeho vítěz bral 2 body, poražený pak jeden bod. Za výhru po 90 minutách byly 3 body, za prohru po 90 minutách nebyl žádný bod.
- 2019/20 a 2020/21: Tyto sezony byly ukončeny předčasně z důvodu pandemie covidu-19 v Česku.
- 2023/24: Kunovice skončily v I. A třída Zlínského kraje – sk. B druhé za béčkem Kroměříže, přesto se mohly radovat po odmítnutí postupu z druhé skupiny Slušovic a Hrachovce z postupu výš.